# Breaking the Chains
Breaking the Chains es el álbum debut de la banda estadounidense de hard rock y heavy metal Dokken, publicado oficialmente en 1981 solo en Europa por Carrere Records y relanzado en 1983 para el mercado norteamericano por el sello Elektra. La versión original incluye el tema «We're Illegal», mientras que en la edición norteamericana esta fue cambiada por «Live to Rock». De igual manera, la canción «Paris is Burning» fue incluida como grabación en vivo en la versión de 1983, la que fue registrada en diciembre de 1982 en Berlín.
En una entrevista dada por George Lynch al sitio web Bravewords, afirmó que existen 500 copias publicadas por Carrere con el logotipo de Don Dokken en lugar de la banda. Además, confirmó que a pesar de que Juan Croucier fue acreditado en el disco, todas las grabaciones del bajo fueron registradas por Peter Baltes de Accept.
Una vez que se publicó en los Estados Unidos llegó hasta el puesto 136 de la lista Billboard 200, mientras que la canción «Breaking the Chains» obtuvo la posición 32 en el conteo estadounidense Mainstream Rock Tracks. Cabe señalar que mencionado tema logró el puesto 62 en las 100 canciones de hard rock realizado por el canal de televisión VH1 y en 2006 se incluyó en la banda sonora del videojuego Grand Theft Auto: Vice City Stories.

## Lista de canciones

### Edición de 1981
| N.º | Título                | Escritor(es)            | Duración |  |
| 1.  | «Breaking the Chains» | Dokken, Lynch           | 3:51     |  |
| 2.  | «Seven Thunders»      | Dokken, Lynch, Brown    | 3:43     |  |
| 3.  | «I Can See You»       | Dokken, Croucier        | 3:08     |  |
| 4.  | «In the Middle»       | Dokken, Lynch           | 3:12     |  |
| 5.  | «We're Illegal»       | Dokken, Lynch, Croucier | 3:39     |  |
| 6.  | «Paris is Burning»    | Dokken, Lynch           | 3:13     |  |
| 7.  | «Stick to Your Guns»  | Dokken                  | 3:55     |  |
| 8.  | «Young Girls»         | Dokken, Lynch           | 3:14     |  |
| 9.  | «Felony»              | Dokken                  | 3:25     |  |
| 10. | «Nightrider»          | Dokken, Lynch, Brown    | 5:07     |  |

### Edición de 1983
| N.º | Título                        | Escritor(es)            | Duración |  |
| 1.  | «Breaking the Chains»         | Dokken, Lynch           | 3:51     |  |
| 2.  | «In the Middle»               | Dokken, Lynch           | 3:44     |  |
| 3.  | «Felony»                      | Dokken                  | 3:07     |  |
| 4.  | «I Can't See You»             | Dokken, Croucier        | 3:12     |  |
| 5.  | «Live to Rock (Rock to Live)» | Dokken, Lynch, Croucier | 3:38     |  |
| 6.  | «Nightrider»                  | Dokken, Lynch, Brown    | 3:13     |  |
| 7.  | «Seven Thunders»              | Dokken, Lynch, Brown    | 3:56     |  |
| 8.  | «Young Girls»                 | Dokken, Lynch           | 3:14     |  |
| 9.  | «Stick to Your Guns»          | Dokken                  | 3:24     |  |
| 10. | «Paris is Burning» (en vivo)  | Dokken, Lynch           | 5:08     |  |

## Músicos
- Don Dokken: voz y guitarra rítmica
- George Lynch: guitarra líder
- Juan Croucier: bajo (acreditado pero no formó parte de la grabación)
- Mick Brown: batería
- Peter Baltes: bajo (no acreditado)
- Bobby Blotzer: batería en «Young Girls», «Stick to Your Guns» y «Paris is Burning» (versión de 1981)